# Mineral Point (Wisconsin)
Mineral Point é uma cidade localizada no estado norte-americano de Wisconsin, no Condado de Iowa.

## Demografia
Segundo o censo norte-americano de 2000, a sua população era de 2617 habitantes.
Em 2006, foi estimada uma população de 2569, um decréscimo de 48 (-1.8%).

## Geografia
De acordo com o United States Census Bureau tem uma área de
7,8 km², dos quais 7,8 km² cobertos por terra e 0,0 km² cobertos por água. Mineral Point localiza-se a aproximadamente 317 m acima do nível do mar.

## Localidades na vizinhança
O diagrama seguinte representa as localidades num raio de 20 km ao redor de Mineral Point.